# PLUR
PLUR o PLURR es un acrónimo que significa "Peace Love Unity Respect" (traducido como Paz Amor Unión Respeto), un lema credo en la cultura rave. Muchos en la escena rave han oído alguna vez esta palabra, aunque su uso es relativamente reciente. Los ravers de mediados de los años 80 y primeros años de los 90 también compartían estos principios, aunque a veces no utilizaban esta palabra para describirlos. Puede interpretarse como la forma en que un raver cree que él o ella debe vivir su propia vida, y como se espera que la gente se comporte en la escena rave. También hay canciones que llevan ese nombre como por ejemplo la canción de Knife Party titulada "Plur Police", traducida como "La policía plur"

## Origen
PLUR traza sus raíces a mediados de los años 80 con el movimiento acid house. En estas fiestas acid había normalmente visuales que repetían las palabras "Peace, Love, Unity". Existen varias versiones acerca de cuándo se añadió la palabra "Respect" al acrónimo. 
De acuerdo a la leyenda, el término PLUR fue acuñado por el DJ Frankie Bones en respuesta a una pelea que surgió cuando él estaba pinchando y paró para decirle a los que peleaban subido a un altavoz, "si no empezáis a mostrar un poco de paz, amor y unión, os rompo vuestra puta cara". No fue hasta tiempo después, en el grupo de discusión en usenet alt.rave,  que la palabra "Respect" fue añadida al lema para crear el ubicuo PLUR.

## Versiones alternativas
- PLURR: Algunos ravers añaden otra R por "Responsibility" (Responsabilidad)
- PLURH: Algunos ravers añaden una H por "Hope" (Esperanza)

- Datos: Q1335389